# Ilana Shenhav

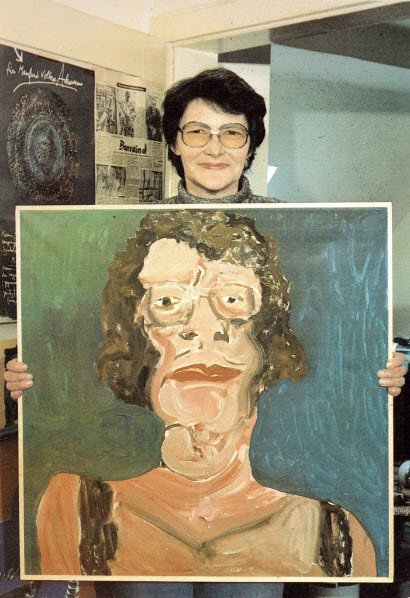
Ilana Shenhav mit einem Selbstporträt

Ilana Shenhav (* 27. Juni 1931 in Mährisch-Ostrau (ČSR); † 6. Juni 1986 in Mannheim) war eine Künstlerin.

## Leben und Werk
Mit elf Jahren kam Ilana Shenhav ins Konzentrationslager Theresienstadt und wurde dort misshandelt und verprügelt. Die Selbstverwaltung der Häftlinge führte geheimen Schulunterricht durch und dort erhielt sie auch ihren ersten Zeichenunterricht durch die ebenfalls inhaftierten Künstler Max Lederer und Friedl Dicker-Brandeis, einer Schülerin von Johannes Itten. Laut Zeitzeugen entkamen Shenhav und ihre Mutter dem KZ durch ein „Tauschgeschäft“, das der ehemalige Schweizer Bundespräsident Jean-Marie Musy mit Heinrich Himmler im Oktober/November 1944 gegen Geld vereinbarte. Von mehreren geplanten „Freikäufen“ gab es aber nur einen Transport (Anfang Februar 1945) in die Schweiz.
1949 ging Shenhav nach Israel. Nach einer Ausbildung und Tätigkeit als Grundschul- und Englischlehrerin ging sie zwischen 1958 und 1960 auf das Kunsterzieherseminar in Tel Aviv und arbeitete von 1961 bis 1964 als Kunsterzieherin. Sie besuchte von 1965 bis 1968 die Kunsthochschule in Tel Aviv und war dort von 1968 bis 1970 als Dozentin tätig. Parallel dazu intensivierte Shenhav die eigene künstlerische Tätigkeit und konnte erste Einzelausstellungen in Tel Aviv realisieren.
1970 übersiedelte sie in die Bundesrepublik nach München und kam 1971 nach Mannheim. Es folgten zahlreiche weitere Einzel- sowie Gruppenausstellungen, vor allem in Mannheim. Sie war Mitglied des Berufsverbandes Bildender Künstler, der GEDOK und der Künstlergruppe '79 e.V., Heidelberg.
1986 starb Ilana Shenhav in Mannheim.

## Stil
Künstlerisch begann Ilana Shenhav mit der Zeichnung, die jahrelang auch ihre bevorzugte Ausdrucksform war. Ihre Zeichnungen bestanden oft aus einer einzigen Linie:

„[Der Technik der Zeichnung] eigen ist ein strenger, sicherer Strich, dessen „Festigkeit“ eigentlich Ausdruck und Merkmal des technisch-konstruktiven Zeichnens ist. Genau diese Linie wurde bei [Ilana Shenhav] das Gegenteil. Aus dem Vegetativen aufquellend, wuchernd, endete sie oft in Händen und Gesichtern. Es sind Wesen zwischen Schatten und Chimära, ohne Knochen, hilflos Halt suchend: Schatten einer Vergangenheit des Schreckens und einer bedrängten Gegenwart.“

Erst in den späteren Jahren wandte sie sich der Malerei zu. Stilistisch reichen ihre Arbeiten vom Figürlichen bis zum klassischen Informel sowohl in ihren Zeichnungen, Gouachen und Collagen wie auch in ihren Gemälden.
Sie war eine Grenzgängerin zwischen beiden Bereichen: So sind in einer Reihe ihrer informellen Arbeiten Strukturen zu entdecken, die zu figürlichen Assoziationen geradezu inspirieren. Dabei sind drei Aspekte wesentlich: Ihre realistisch angelegten Porträts zeichnen sich – das war auch ihr Credo – durch „absolute Ehrlichkeit“ aus, ohne Rücksicht also auf die Empfindungen des Porträtierten. In ihren Collagen und Gemälden hingegen spielte sie mit erstaunlicher Leichtigkeit informelle Kompositionen in oft warmen Farbtönen durch: in Orange, Gelb, Ocker und Siena mit gelegentlichen Zugaben komplementären Blaugrüns. Kühlere Farbtöne wie Blau oder Schwarz kommen seltener vor, aber immer wieder einmal ein intensives, manchmal sogar aggressives Rot. Völlig anders hingegen sind Shenhavs Blätter in einer Mischung aus Gouache- und Aquarell-Technik: Die Farben der in diesen Arbeiten bevorzugten Grauskala (Grisaille) zerfließen zu ganz fein strukturierten amorphen Gebilden.
Shenhav pflegte in ihrem gesamten künstlerischen Schaffen einen ausgeprägt individuellen Stil, der ihre Werke jederzeit erkennbar macht:

„Manchmal stehen Sie überrascht (oder überwältigt) vor so viel Dunkelheit und Helle, dieser Vieldeutigkeit von innerer Wahrnehmung. Einiges ist feurig, anderes verhalten. Vieles ist magisch. Manches ist häßlich (im herrlichsten Sinne: häßlich - und einfach umwerfend schön).“

## Ausstellungen (Auswahl)
- 1963–68: Vier Ausstellungen in Israel (u. a. Galerie Dugith, Tel Aviv)
- 1969: Museum Elath, Israel
- 1971: „Vom Frieden leben wir“, Selm/Kreis Lüdinghausen
- 1975: Galerie O.G. Zimmermann, Mannheim
- 1978: Freimaurerloge Mannheim
- 1979: Werkkunstgalerie, Mannheim
- 1981: „Künstler sehen Mannheim“, Mannheim
- 1981: Kunst- u. Auktionshaus Heissler, Bobenheim/Berg
- 1981/82: Galerie Weng, Mannheim
- 1983: GEDOK Mannheim
- 1983: Werkstattgalerie Mundenheim, Ludwigshafen
- 1984: Mensch in Gewalt, Austauschausstellung, Toulon
- 1984: Galerie in der „Klapsmühl“, Mannheim

## Veröffentlichungen
- 15 Zeichnungen in Siegfried Einstein: „Meine Liebe ist erblindet“, Quadrate Buchhandlung, Mannheim 1984
- 26 Zeichnungen in Danielle Schönwitz „reflexion“ (Lyrik und Grafik), Speyer 1981